# Sapcote
Sapcote – wieś w Anglii, w hrabstwie Leicestershire, w dystrykcie Blaby. Leży 15 km na południowy zachód od miasta Leicester i 139 km na północny zachód od Londynu.
Atrakcją miejscowości jest farma Paradise Found Educational Farm Park, z 1000 zwierząt 36 różnych gatunków, odwiedzana przez rodziny z dziećmi.